# Ватрени дукат
Ватрени дукат (лат. Lycaena virgaureae) врста је лептира из породице плаваца (лат. Lycaenidae).

## Опис врсте
Може се препознати по јаркој наранџастој боји и белим мрљицама са доње стране крила.
- Lycaena virgaureae ♂
- Lycaena virgaureae ♂  △

## Распрострањење и станиште
Насељава углавном централну и источну Европу. У Србији је најчешћи у планинским пределима, где настањује влажније и замочварене ливаде заклоњене шумом, као и чистине покрај пута.

## Биљке хранитељке
Основна биљка хранитељка је велики кисељак (Rumex acetosa).